# Terina
Terina (in greco antico: Τέρινα, Térina, in latino: Terīna, Terína) fu una città della Magna Grecia probabilmente ubicata, secondo alcuni studiosi, nelle vicinanze dell'odierna Sant'Eufemia Vetere, nel territorio di Lamezia Terme, per altri, il luogo era coincidente con il Piano di Terina, un altopiano di 400 ettari collacato nei pressi di Nocera Terinese oppure con l'odierna Tiriolo.

## Storia
La città di Terina fu fondata, probabilmente sul sito di un preesistente insediamento greco, nella prima metà del V secolo a.C. dai Crotoniati, dopo la vittoria di Crotone su Sibari del 510 a.C.
In questo modo Crotone intendeva estendere il proprio dominio sulla costa tirrenica e garantirsi il controllo dell'istmo di Catanzaro, assicurato già, sulla costa ionica, dal controllo di Skylletion.
Dotata di un porto (all'epoca la linea di costa era molto più arretrata rispetto ad oggi) e collocata in un territorio ricco di risorse naturali in breve tempo divenne una città prospera, attirando su di sé le mire di altre poleis. Poco dopo la seconda metà del V secolo a.C. fu sventato un primo attacco ad opera del generale turino Cleandrida nel quadro della campagna di Thurii volta ad allargare il proprio dominio anche sulla costa tirrenica.
Tra il V e il IV secolo a.C. Terina entrò a far parte della Lega Italiota con lo scopo di sottrarsi alla sempre più crescente pressione dei Lucani trovandosi costretta però ad entrare nell'area egemonica dei Siracusani per tutelarsi dalla sempre maggiore aggressività lucana.
Dopo il 356 a.C. Terina venne conquistata dai Brettii. La conquista ad opera della popolazione italica però non sembra aver inciso sulla floridezza della città che, come testimoniato anche dalla sua monetazione, continuò anche sotto la dominazione bruzia.
Questa fu interrotta qualche decennio dopo dalla liberazione ad opera di Alessandro il Molosso che, durante la sua campagna in Italia, liberò Terina ed altre città greche dal dominio delle popolazioni italiche. Alla morte del Molosso però (330 a.C.) la città cadde nuovamente sotto il dominio bruzio fino all'inizio del III secolo a.C. quando insieme alla madrepatria Crotone e alla vicina Ipponio fu conquistata del tiranno e re di Siracusa Agatocle.
Morto Agatocle la città finì nuovamente sotto il dominio dei Bretii.
Nel 272 a.C., con la fine della guerra di Roma contro Taranto, Terina cadde sotto l'autorità romana.
La città venne infine distrutta da Annibale nel 203 a.C. perché non aveva voluto schierarsi al fianco dei cartaginesi.

## Gli scavi

### Posizione e riscoperta

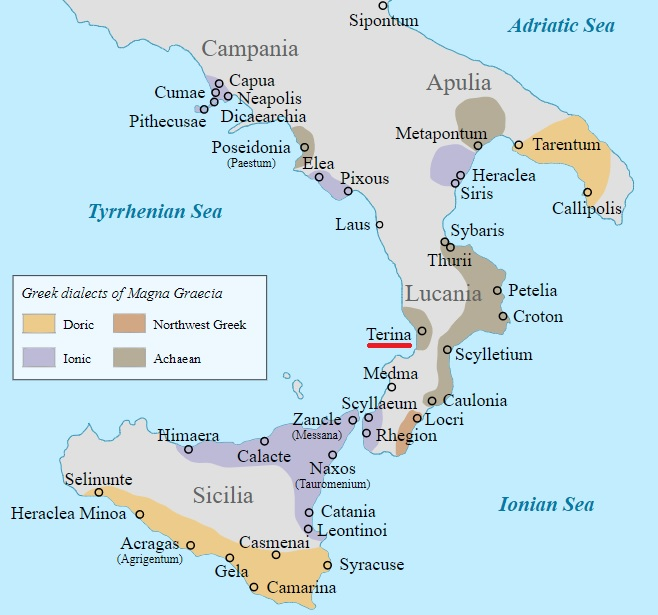
Città della Magna Grecia

A lungo si ritenne che la città si dovesse trovare in prossimità del comune di Nocera Terinese, su un pianoro di circa 400 ettari detto "Piano di Terina".
Strabone, infatti, colloca la città di Temesa, corrispondente all'attuale territorio di Campora San Giovanni, contigua (συνεχὴς) e poco più a nord di Terina.
Recentemente questa teoria ha avuto riscontri, sebbene comunque non decisivi, nella scoperta di una necropoli greca durante i lavori di ammodernamento dell'autostrada A2 in località Portavecchia, nelle immediate adiacenze del piano di Terina collocato nel comune di Nocera Terinese, con conferma della Sopraintendenza Archeologica della Calabria.
Una serie di importanti ritrovamenti ebbero invece luogo nel 1865, in contrada Terravecchia, nei pressi di Sant'Eufemia Vetere, nel territorio di Lamezia Terme, quando venne casualmente ritrovato un diadema d'oro e un tesoro di gioielli venduto poi alla fine dello stesso secolo al British Museum di Londra, dove ancora oggi è conservato.
L'attenzione degli archeologi si spostò quindi su tale zona. Dopo avere effettuato in quest'area due ricognizioni, una nel maggio del 1914, l'altra l'anno successivo l'archeologo Paolo Orsi, identificò il sito della città nella valle alluvionale del torrente Bagni, in prossimità della frazione di Sant'Eufemia del Golfo, identificando nel promontorio di Sant'Eufemia Vetere una posizione plausibile per l'acropoli della città ipotizzando che sulle sue rovine sarebbe sorta l'Abbazia benedettina di Sant'Eufemia nel 1062.
Al termine dei suoi sopralluoghi Paolo Orsi scrisse che “il tesoro di S. Eufemia Vetere, la laminetta testamentaria e la necropoli Franzì sono documenti di primo ordine ad attestare la presenza di una ragguardevole città greca”
A partire dal 1997 sono stati condotti, a cura della Sovrintendenza per i beni archeologici della Calabria, una serie di scavi nella zona indicata dall'Orsi che hanno portato alla luce una parte dell'abitato, organizzato secondo un modulo urbanistico ben definito.
Tali ritrovamenti possono essere considerati a supporto della tesi dell'Orsi ma non sono sufficienti a collocare definitivamente Terina all'interno del comune di Lamezia Terme, rimanendo infatti alcuni studiosi dubbiosi sulla effettiva collocazione del sito.

### Le indagini archeologiche

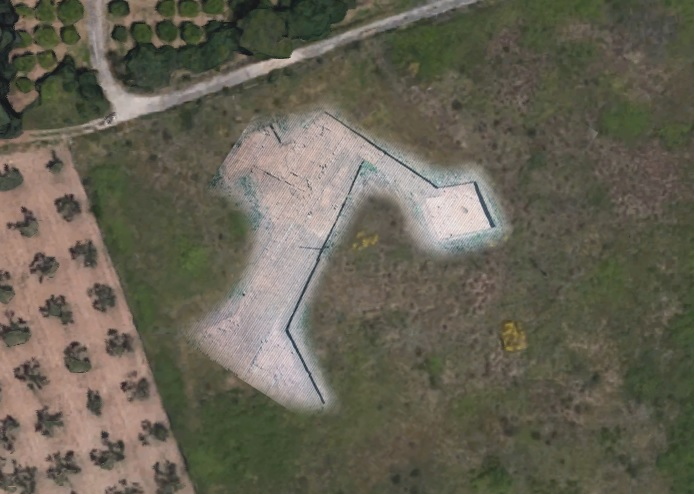
Strutture portate alla luce nel corso della campagna di scavi del 2002

Gli scavi condotti dalla Soprintendenza per i beni archeologici della Calabria a partire dal 1997 in località Iardini di Renda di Sant'Eufemia Vetere hanno dunque portato al ritrovamento di una maglia ortogonale scandita, secondo i canoni greci, da un sistema viario di cui al momento sono state individuate due plateiai, tra loro parallele, che danno luogo a isolati, all'interno dei quali si sono realizzate le unità residenziali dell'abitato.
All'interno del singolo isolato sono emerse strutture murarie che definiscono diverse aree all'interno dei medesimi edifici, alcune delle quali adibite ad abitazione mentre altre, probabilmente, utilizzate come sede di attività lavorative ed artigianali, riprendendo un modello urbanistico diffuso in molti siti magnogreci del periodo ellenistico.
Le fondazione delle abitazioni sono state realizzate grazie all'uso di ciottoli di fiume, le pareti erano realizzate in mattone crudo e le coperture con tegole legate da coppi.
Alla struttura regolare delle abitazioni di cui sopra si sono poi sovrapposte modifiche e cambiamenti probabilmente frutto delle vicende alterne che hanno caratterizzato i tre secoli di vita della città.

## Monetazione di Terina
| Statere, circa 440-425 a.C.                                          | Statere, circa 440-425 a.C.                                 |
| -------------------------------------------------------------------- | ----------------------------------------------------------- |
|                                                                      |                                                             |
| Testa della ninfa Terina, con ampyx e collana, entro corona di ulivo | [T]EPI-NAION, Nike seduta su hydria; tiene corona e caduceo |
| AR; 7,27 g                                                           |                                                             |

La monetazione di Terina è ampia. Inizia verso l'inizio del V secolo a.C., probabilmente intorno al 480 a.C.
Le prime monete presentano al dritto una testa femminile, la ninfa Terina, con la scritta "TEPINA" (TERINA in alfabeto greco).
Al rovescio una figura femminile alata, Nike, in piedi. L'iscrizione è "NIKA".
Il disegno è di tipo arcaico come anche l'alfabeto usato.
Una seconda fase di monete, probabilmente da ascrivere alla seconda metà dello stesso secolo, presentano al diritto lo stesso tipo mentre al rovescio la Nike è ora seduta su un cippo. L'iscrizione recita ora TEPINAIΩN (TERINAIŌN), il genitivo plurale del nome degli abitanti.
Alcune monete hanno la firma dell'incisore ΦΙΛΙΣ (PHILIS).
Le monete di Terina sono al pari, come eleganza, alle migliori monete greche.

### Fonti antiche
- Tucidide, 6, 104
- Polieno, strat., II 10
- Diodoro, XVI 15
- Livio, 8, 24
- Strabone, VI, 256
- Licofrone, Alexandra, v. 726 segg.
- Tsetzes, ad Lykophron, v. 726
- Plinio, III, 5, 10
- Stefano di Bisanzio, Τέρινα
- Scimno di Chio, v. 305 segg.
- Solino, 2, 10

### Fonti moderne
- François Lenormant, La Magna Grecia. Greci e Normanni nel Medio Tirreno Calabrese traduzione di Antonio Coltellaro, Grafichéditore, Lamezia Terme, 2021 - ISBN 9788894998412
- Fabrizio Mollo, Guida archeologica della Calabria antica, Rubbettino, Soveria Mannelli, 2018
- Lorenzo Braccesi, Flavio Raviola, La Magna Grecia, Il Mulino, 2008
- Adriano Macchione Terina - Temesa- Nucria, Città del Sole edizioni, 2007
- Giovanna De Sensi Sestito, Tra l'Amato e il Savuto, Rubbettino, 2000
- Paolo Orsi, S.Biase-Gizzeria. Alla ricerca di Terina, Atti della Reale Accademia dei Lincei, Roma 1922
- (DE) Kurt Regling, Terina, Berlino, Georg Reimer, 1906 (archiviato dall'url originale l'8 maggio 2014). (monografia sulla monetazione)
- (FR)  François Lenormant La Grande Grèce Parigi, 1881
- Antonio Montesanti, Terina: vittoria e leggenda. Storia e monete dell'antica Lamezia Terme, GB Editoria, 2015.